# Sniżana Onopko
Sniżana Dmytriwna Onopko (ukr. Сніжана Дмитрівна Онопко, ur. 15 grudnia 1986 w Siewierodoniecku) – ukraińska supermodelka.
W wieku piętnastu lat przeniosła się do stolicy kraju Kijowa, gdzie została dostrzeżona przez łowcę modelek z zagranicznej agencji, dzięki czemu jej kariera nabrała międzynarodowego rozpędu. W 2005 roku stała się muzą Stevena Meisela, który wykonał kampanię reklamową z jej udziałem dla Prady i Dolce & Gabbana. Jesienią tego samego roku znalazła się na swojej pierwszej okładce włoskiego Vogue'a. Sniżana stała się gwiazdą światowych wybiegów zdobywając prestiżowe kontrakty reklamowe z takimi markami jak m.in.: Shiseido, Lanvin, Calvin Klein, Yves Saint Laurent, Louis Vuitton, Gucci, MaxMara, Hugo by Hugo Boss, Etro, Emilio Pucci, Pierre Balmain.
Sniżana znana jest ze swojego trudnego charakteru i profesjonalizmu, dzięki którym udało jej uporać ze skandalami, które towarzyszyły jej karierze. Jednym z nich był wyciek nagich zdjęć sugerujących pornograficzną przeszłość modelki. Kontrowersję wzbudza również jej niezwykle niski wskaźnik BMI wynoszący 14,6. Niska waga uniemożliwiała udział w pokazach w niektórych miastach, gdzie wymagany jest wyższy wskaźnik, ze względu na walkę z anoreksją.